# Гарифуллин, Ильдар Исмагилович
Ильдар Исмагилович Гарифуллин (род. 2 декабря 1964, Казань) — советский и российский футболист, полузащитник, игрок в мини-футбол.

## Биография
Воспитанник казанского футбола — команд «Вымпел» (тренер Ф. Н. Гизатуллин) и СДЮШОР «Рубин» (тренер Г. В. Орлов). Начинал выступать за местный «Вымпел» на региональном уровне в 1990 году. В 1991 году дебютировал во второй низшей лиге в составе нижнекамского «Нефтехимика», в 41 матче забил восемь голов. В 1992 году вместе с командой вышел из второй российской лиги в первую, где в 1992—1996 годах в 107 матчах забил 11 голов. С середины 1996 в течение полутора лет играл за казанский «Рубин» во втором дивизионе. Профессиональную футбольную карьеру завершил в следующем году, проведя восемь матчей во втором дивизионе за «Прогресс» Зеленодольск. В 1999 году играл за любительский клуб «Электрон» Казань.
В сезонах 1998/99 — 1999/2000 выступал за мини-футбольный клуб «Приволжанин» Казань, в чемпионате 1999/2000 провёл три игры.
В 2002—2004 годах работал судьёй на матчах первенства и Кубка ЛФЛ и молодёжного первенства.